# Ropalidia rufoplagiata
Ropalidia rufoplagiata är en getingart som först beskrevs av Cameron 1905.  Ropalidia rufoplagiata ingår i släktet Ropalidia och familjen getingar. Utöver nominatformen finns också underarten R. r. gravelyi.